# Fabian Bengtsson
Bengt Fabian Valdemar Bengtsson, född 25 november 1972 i Hovås, Askims församling, är en svensk affärsman. Han var under åren 2011 till hösten 2014 VD för SIBA och ordförande i NetOnNet AB till maj 2015. Idag är Fabian Bengtsson aktiv ägare och ledamot i Waldir och NetOnNet Group AB. Fabian Bengtsson är son till Bengt Bengtsson och tillsammans med övriga i familjen Bengtsson via Waldir AB delägare i Netonnet, SIBA och Resursgruppen. Sedan maj 2018 är han styrelseordförande i organisationen Företagarna. 
Fabian Bengtsson är bror till Martin Bengtsson som var VD för ComputerCity fram till hösten 2014. Hans andra bror, Victor Bengtsson, är landschef för SIBA Norge. 

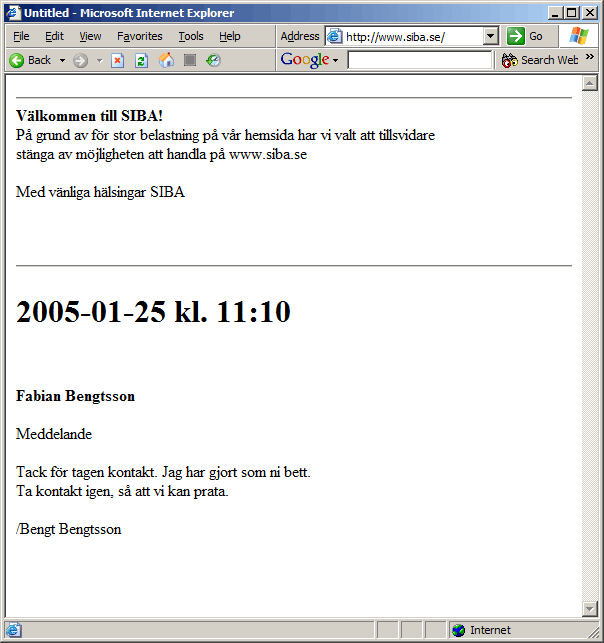
siba.se användes för att meddela sig med kidnapparna.

## Kidnappningshistorien[7]
Fabian Bengtsson blev kidnappad på morgonen den 17 januari 2005. Kidnapparna ville ha 50 miljoner kronor. Han spärrades in i en ljudisolerad trälåda av utpressare i Göteborg. Familjen använde då SIBA:s webbplats för att lämna meddelanden till kidnapparna. Han återfanns vid liv i Slottsskogen, Göteborg, på morgonen 3 februari.
Polisen kunde senare hitta den lägenhet där han suttit inspärrad, bland annat tack vare att kidnapparna hade låtit Bengtsson ha kvar sin armbandsklocka under fångenskapen. Med hjälp av den visste han vilken tid glassbilen hade kommit förbi lägenheten och med hjälp av glassbilens körschema kunde polisen bestämma i vilket område han hade varit inspärrad.
Kidnapparna dömdes till tio respektive sex års fängelse för försök till grov utpressning och människorov. En tredje inblandad dömdes till två års fängelse.